# 조아킹 크루즈
조아킹 카르발류 크루즈(포르투갈어: Joaquim Carvalho Cruz, 1963년 3월 12일 ~)는 브라질의 중거리달리기 선수로 1984년 로스앤젤레스 올림픽 800m 금메달리스트였다.
연방구의 타구아팅가에서 제철소 근로자의 아들로 태어난 크루즈는 13세 때 달리기를 시작하여 곧 주니어로서 눈부신 재능을 보였다. 1981년 1분 44.3초의 세계 주니어 기록을 세운 후, 1983년 오리건 대학교를 위한 장학금을 받아 NCAA 타이틀을 우승하였다. 또한 그해 헬싱키에서 열린 세계 육상 선수권 대회에서 800m 3위를 하였다. 이듬해 NCAA 선수권에서 800m/1500m 2개의 타이틀을 우승하는 데 몇명의 선수들 중의 하나가 되었고, 세계 기록 보유자 영국의 서배스천 코와 함께 800m 우승 후보로서 로스앤젤레스 올림픽으로 간다.
800m 결승전의 마지막 차례에서 크루즈는 3위에서 선두로 나가는 데 속력을 내기 시작하여, 1분 43.00초에서 결승선을 지나 알베르토 후안토레나의 올림픽 기록을 깨고 자신을 아데마르 페헤이라 다 시우바 이래 브라질의 첫 올림픽 육상 금메달리스트로 만들었다.
올림픽이 끝난 후, 몇 주 동안에 크루즈는 주목할 만할 확장을 가졌다. 첫째로 그는 취리히에서 열린 세계 클래스 대회에서 1분 42.34초의 800m 브라질 기록을 세워 1분 43초를 깨는 데 역사상 두번째의 선수가 되었다. 이틀 후에 브뤼셀에서 열린 이보 반 담 기념 대회에서 그는 1분 42.41초를 달리고, 그러고나서 이틀 후에 쾰른에서 당시 역사상 두번째로 가장 빠른 시간인 1분 41.77초를 달렸다.
1984년의 말기로 봐서 NCAA와 올림픽 챔피언이었던 그는 800m 결승전의 7개에서 전부 패한 적이 없으며, 트랙 앤드 필드 뉴스에 의하여 쉽게 세계에서 최고로 랭킹에 들었다. 1985년 크루즈는 800m에서 다시 세계 1위를 되풀이하였다. 1987년 팬아메리칸 게임에서 1500m를 우승했어도 다음 2년 동안 부상을 당하여 조금 밖에 경주에 나가지 못하였다.
1988년 서울 올림픽에서 자신의 800m 올림픽 타이틀을 유지하려 했으나, 케냐의 폴 에렝에게 밀려 은메달에 그쳤다.
아킬레스건 부상을 당하여 국제적 최고 수준에 다시는 도달하지 못하던 크루즈는 1993년에 복귀하여 유럽에서 열린 몇몇의 그랑프리 경주에서 1500m에 나갔으나 주요 효과를 이루지 못하였다. 1995년 팬아메리칸 게임에서 그의 마지막 승리가 1500m에서 다가왔다.